# 立川バス曙営業所

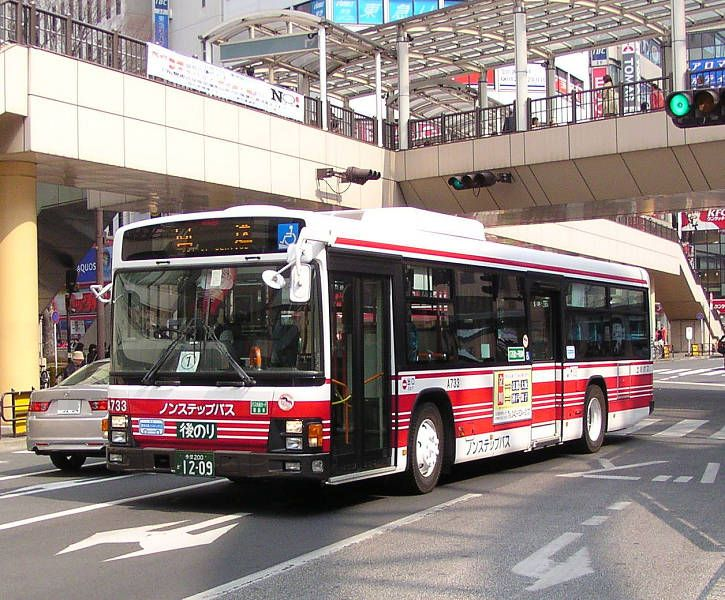
曙営業所の所属車両 (A733)

立川バス曙営業所（たちかわバスあけぼのえいぎょうしょ）は、かつて東京都立川市曙町1丁目24番11号に所在した立川バスの営業所である。営業所記号はA。JR立川駅の北側にあり「曙バスターミナル」が併設されていた。

## 沿革
2006年（平成18年）3月、立川市泉町にある真如苑の宗教施設「恒明湧祥之舎応現院」へのシャトルバス輸送を開始するにあたって開設された。
所轄路線は、同施設と立川駅および西武拝島線玉川上水駅を結ぶ応現院線と、夏季のみ季節運行する国営昭和記念公園レインボープールのシャトルバスのみであった。 
なお、立川バス公式ウェブサイト内の「運行系統一覧・管轄営業所」には、曙営業所の路線は掲載されていなかった。
2024年（令和6年）2月15日をもって廃止され、所轄路線は上水営業所・福生営業所へ移管された。それに伴い、所属車両も上水営業所・福生営業所に転属し、福生営業所への転属車は八王子ナンバーへ変更された。

## 担当路線

### 応現院線
- 立29：曙バスターミナル →（直通）→ 応現院北門
- 立29：応現院北門 →（直通）→ 立川駅北口
- 立29-1：曙バスターミナル →（直通）→ 応現院
- 立29-1：応現院 →（直通）→ 立川駅北口
- 立98：立川駅北口 → 立飛駅 → 応現院 → 泉市民体育館 → 玉川上水駅南口（記載停留所のみ停車）
- 立99：玉川上水駅南口 → 泉市民体育館 → 応現院 → 立飛駅 → 立川駅北口（記載停留所のみ停車）
- 玉19：玉川上水駅南口 -（直通）- 応現院北門
- 玉19-1：玉川上水駅南口 -（直通）- 応現院

「応現院」とは真如苑の「恒明湧祥之舎応現院」のことで、その停留所名が「応現院」である。真如苑信徒や応現院参拝者以外でも利用できる一般路線扱いとされているが、途中停留所には停車しない直通系統（立98・99は上記の記載停留所のみ停車）であり、実質上関係者専用路線となっている。
2022年（令和4年）現在では、立川駅および玉川上水駅からの直行便と夜間の法要または会合前の時間帯に立98・99が設定されているが、応現院での行事の有無で利用者数が著しく変化するために、運行時刻は毎日異なるのが特徴である。基本的には日中時間帯のみ運行するが、行事の規模などによっては午前中で運行を終了する場合や、本数が多く設定されている場合は3分間隔での高密度輸送が行われたり、行事が開催されていても全便運休する場合もある。このため、応現院線の時刻表は1か月単位で曙バスターミナルに掲示されるほか、ポケット時刻表が配布されたり、立川バス公式ホームページ内にPDF形式で掲載される。なお、応現院線専用ページでの時刻表の配布は2022年（令和4年）8月をもって終了している。いずれの路線も短距離であるため、行先表示器では「立川駅＝応現院」などの双方向表示で採用されている。
運賃収受については、当初は車内では行わず、往復とも応現院ターミナルに設置された自動改札機（運賃箱）で支払う形式が採用されていたが、のちには発着地が精舎南側のバスターミナルに変更されて自動改札を通過しない形式になったため、玉川上水駅南口始発の系統を除いて前乗り前払いに変更された。使用可能な乗車券は他路線と同様で、交通系ICカード（PASMO・Suica）なども2008年（平成20年）3月28日より対応している。以前は応現院参拝記念柄のバス共通カードも発売していたが、バス共通カードの取扱終了とともに販売も終了した。
立川側の始発地である「曙ターミナル」の場所は、立川駅北口ロータリーから徒歩数分の距離に位置する。2階建ての建物が目印で、乗客が少ない場合は入口からそのまま乗車可能である。建物の1階部分には応現院線利用者向けの待合スペースが用意されており、スムーズな乗車ができるように工夫されている。
応現院側の発着地は、開業当初は応現院北側のバスターミナル（応現院北門）だったが現在は使用しておらず、以前は「応現院東門」と表記していた精舎南側のバスターミナルで乗降を行う。応現院バスターミナルの移動後は、立29-1および玉19-1が中心となって運行している。
なお、箱根駅伝予選会が国営昭和記念公園付近で行われる場合は、多摩都市モノレール立飛駅付近がコースとなり、法要の時間帯によってはランナーの通過時間に影響する可能性があるため、応現院線の開業当初に使用していた北側バスターミナル（応現院北門）方面へ迂回し、自動改札機を使用せず降車扱いのみ行っていた。
2022年9月16日のダイヤ改正で、記載停留所以外には停車しない急行系統の立98・99が新設された。立98は立川駅北口16番乗り場から発車し、立26（立川駅 → 立飛東門 → 立飛本社前 → 立川駅）と同様に、立川地方合同庁舎から高松駅方面へ向かう経路となっている。応現院において夜間の法要や会合が行われる日に運行され、応現院を経由するが両駅間の通し乗車は可能である。
貸切輸送として、立川市柴崎町の真如苑総本部付近の駐車場と応現院（従来の北側）を運行する信徒向けの無料シャトルバスも運行されており、こちらも運用上は立川バスおよび他社の観光バス車両が使用される場合がある。また信徒向け輸送としては、2023年末まで公開していた日産自動車村山工場跡地の真如苑所得部分の「真如ヤーナ」へのアクセス輸送も、立川バスおよび他社の観光バス車両を使用していた。

### 昭和記念公園レインボープールシャトルバス（季節運行）
- 無番：昭和記念公園立川口 - プール口 - 昭和記念公園砂川口

2012年（平成24年）夏より国営昭和記念公園レインボープールの無料送迎バスを夏季のみ季節運行している。上水営業所との共管。プール開催時には「うさぎ」と「カメ」のキャラクターが描かれたヘッドマークを掲出して運行するが、このヘッドマークは立川バスの女性社員によるオリジナルキャラクターとされている。

## 車両
路線車はいすゞ自動車と三菱ふそう製の車両が在籍する。曙営業所の開設に合わせてワンステップバスとノンステップバスを新車として導入したが、大規模宗教施設の輸送に対応して長尺車を採用した。いすゞ・エルガはノンステップのみ、三菱ふそう・エアロスターはノンステップとワンステップが所属し、当営業所のエアロスターワンステップは、立川バスでは唯一の中扉4枚折戸仕様となっている。
新製車両だけでなく他の営業所からの転属車も在籍している。過去には上水営業所から富士重工業7E車体を架装したツーステップバスが転入・在籍していたが、2015年（平成27年）3月をもって除籍された。その後、瑞穂営業所から中扉がグライドスライドドアのエアロスターノンステップが2台転入し、引退直前には立川バス全体で最後の中扉グライドスライド車と話題になったが、2019年（平成31年/令和元年）4月から5月にかけて福生営業所からの転属車に置き換えられ除籍された。
貸切車は日野・メルファが2台、トヨタ・ハイエースが3台所属しており、カラーリングは立川バスの貸切カラーではなくホワイトとシルバーのオーソドックスな塗装となっている。
曙営業所所属の車両は、屋根上にも社番表記が描かれている。